# Godziszowa

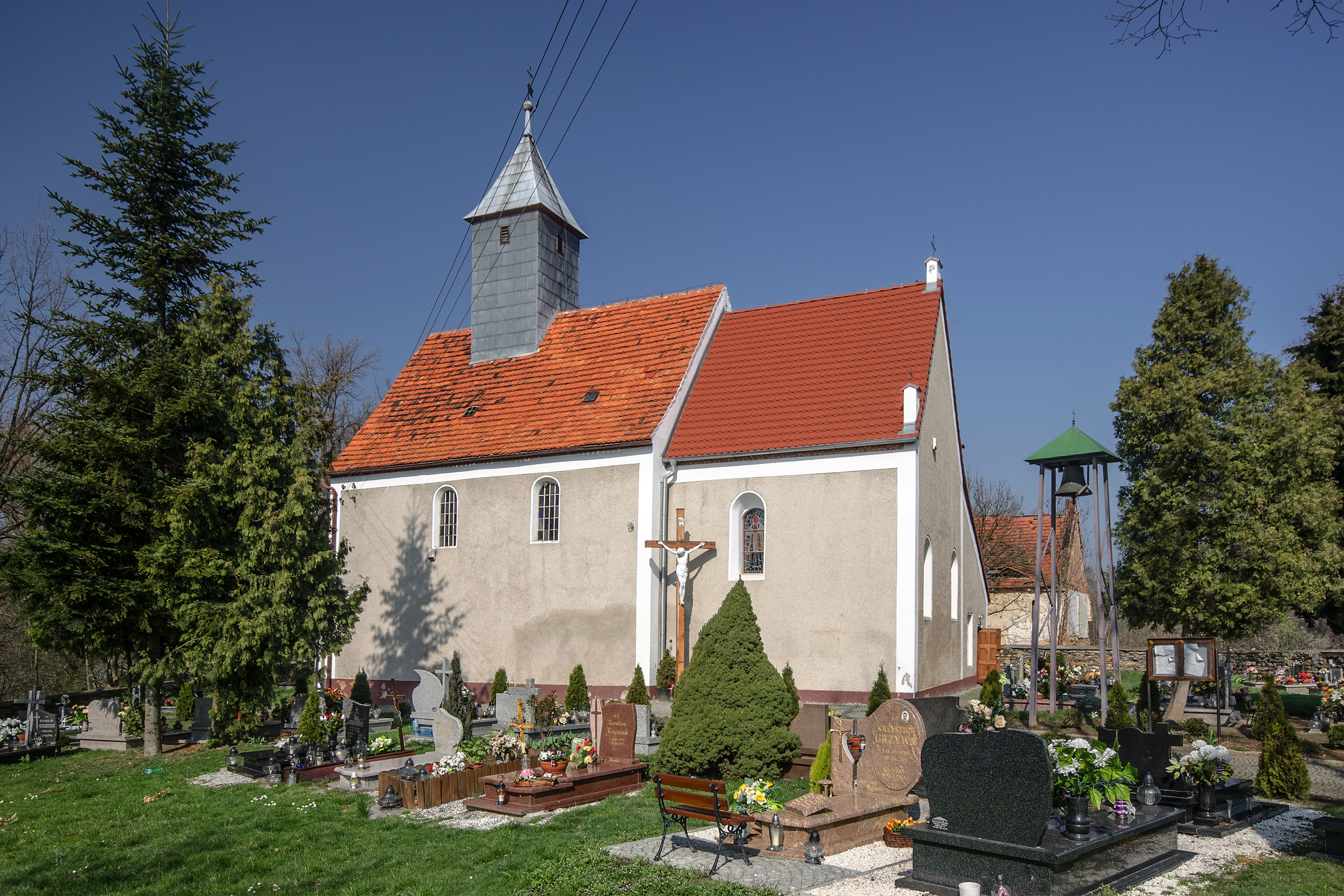
Kirche in Godziszowa

Godziszowa [gɔd͡ʑi'ʂɔva] (deutsch Reppersdorf) ist ein Dorf in der Landgemeinde Mściwojów im Powiat Jaworski der Woiwodschaft Niederschlesien in Polen.

## Lage
Nachbarorte sind Małuszów (Malitsch) im Nordwesten, Ogonowice im Nordosten, Snowidza (Hertwigswaldau) im Osten und Jawor (Jauer) im Süden.

## Geschichte
Reppersdorf wurde 1346 erstmals urkundlich erwähnt. 1371 erscheint das Dorf in einem Dokument unter dem Namen Reiprechtsdorff. Der Ort war früher in Mittel-, Nieder- und Ober-Ruppersdorf unterteilt. Nach dem Ersten Schlesischen Krieg fiel Reppersdorf mit dem größten Teil Schlesiens an Preußen. 1831 kaufte das Gut der Leutnant Karl Gustav Kramsta aus Freiburg. Der Kaufpreis betrug 120.000 Reichstaler. 1845 bestand das Dorf aus 104 Häusern, ein herrschaftliches Schloss, vier herrschaftliche Vorwerke, 664 Einwohner (55 katholisch und der Rest evangelisch), evangelische Kirche zu Jauer, eine evangelische Schule mit einem Lehrer, eine katholische Majoratskirche unter dem Patronat der Grundherrschaft, mit Pfarrwidum, verbunden mit der Pfarrkirche in Malitsch, eingepfarrt und eingeschult: Reppersdorf, Tscharnikau und Tschirschkau, eine Brauerei, eine Wassermühle zwei Windmühlen, ein Wirtshaus, 16 Handwerker und vier Händler.
Bis 1945 gehörte Reppersdorf zum Landkreis Jauer, Regierungsbezirk Liegnitz der Provinz Schlesien. 1939 hatte der Ort 565 Einwohner. Von 1975 bis 1998 gehörte Godziszowa zur Woiwodschaft Legnica.

## Sehenswürdigkeiten
- Im Ort befindet sich eine alte katholische Kirche St. Stephan. Daneben steht ein kleines ehemaliges protestantisches Gebetshaus aus dem 19. Jahrhundert (heute Gaststätte).

- Bis 1945 stand im Dorf das Schloss Reppersdorf aus dem 18. Jahrhundert mit Park. Es befand sich unter anderem im Besitz der Familien von Zedlitz, von Eicke, von Kramsta und Hiller von Gaertringen. Es brannte nach der Einnahme des Ortes durch die Rote Armee Ende April 1945 ab. Die Ruine wurde gegen Ende der 1960er Jahre abgetragen, der Park ist verwildert.[2]